# 702 v.Chr.
Het jaar 702 v.Chr. is een jaartal volgens de christelijke jaartelling.

## Gebeurtenissen

### Egypte
- Koning Shebitku (702 - 690 v.Chr.) de vierde farao van de 25e dynastie van Egypte.
- Shebitku stuurt een expeditieleger onder kroonprins Taharqa om Juda steun te verlenen.
- Taharqa wordt bij Lachis door de Assyriërs verslagen en trekt zich terug.

### Assyrië
- Koning Sanherib begint een veldtocht tegen Juda en verovert de stad Ashkelon.
- Uaksatar I (Cyaxares) van Medië valt de Assyrische provincie Harhar binnen.

### Palestina
- Hizkia van Juda geeft zich over aan Sanherib en betaalt schatting aan Assur.

## Overleden
- Shabaka, farao van Egypte